# Bur Lengkdas
Bur Lengkdas är ett berg i Indonesien.   Det ligger i provinsen Aceh, i den västra delen av landet, 1 500 km nordväst om huvudstaden Jakarta. Toppen på Bur Lengkdas är 1 545 meter över havet.
Terrängen runt Bur Lengkdas är kuperad österut, men västerut är den bergig. Trakten runt Bur Lengkdas är nära nog obefolkad, med mindre än två invånare per kvadratkilometer. I omgivningarna runt Bur Lengkdas växer i huvudsak städsegrön lövskog.